# NGC 191A
NGC 191A는 고래자리에 위치한 나선 은하이다.

## 초신성
2006년, 이 은하에서 초신성이 발생했으며 이는 SN 2006ej로 명명되었다.

## 같이 보기
- 신판일반목록 천체 목록